# Tkon
Tkon je općina i naselje u Zadarskoj županiji.

## Zemljopis
Općina Tkon je smještena na otoku Pašmanu, drugom po veličini otoku Zadarskog arhipelaga (63 km2). Otok Pašman je od kopna udaljen 2-5 km širokim Pašmanskim kanalom.
Na sjeverozapadu je s otokom Ugljan povezan mostom, a s kopnom trajektnim linijama Tkon- Biograd i Preko- Zadar.
Općina Tkon je po svom položaju i prirodi otočna- jadranska općina te se prostire na 15 km2 površine.
Njeno bogatstvo su prirodni resursi ( neiskvarena priroda, čisto more i zanimljivo podmorje, pješčane plaže, razvedenost obale ) te bogata povijest i naslijeđe.
Okruženje:
- blizina velikih gradskih središta / Zadar, Šibenik, Biograd
- blizina nacionalnih parkova / Plitvička jezera, Paklenica, Krka, Kornati / i parkova prirode / Vransko jezero
- blizina prometnica / A1 i blizina zračne luke Zadar

## Stanovništvo
Popis stanovništva iz 2011.g.
Općina ima 763 stanovnika / 254 kućanstva/ prosječan broj članova kućanstva- 3
Prosječna starosna dob: 42 godine
Radno sposobno stanovništvo u dobi između 15 - 65 g.starosti : 499 osoba
Od 2001-2011.g. bilježi se pozitivna promjena u rastu broja stanovnika za oko 8%
| broj stanovnika | 422   | 499   | 516   | 576   | 635   | 754   | 714   | 759   | 825   | 821   | 766   | 730   | 714   | 752   | 707   | 763   | 748   |
|                 | 1857. | 1869. | 1880. | 1890. | 1900. | 1910. | 1921. | 1931. | 1948. | 1953. | 1961. | 1971. | 1981. | 1991. | 2001. | 2011. | 2021. |

| broj stanovnika | 422   | 499   | 516   | 576   | 635   | 754   | 714   | 759   | 825   | 821   | 766   | 730   | 714   | 752   | 707   | 763   | 662   |
|                 | 1857. | 1869. | 1880. | 1890. | 1900. | 1910. | 1921. | 1931. | 1948. | 1953. | 1961. | 1971. | 1981. | 1991. | 2001. | 2011. | 2021. |

## Povijest
Prvo ime Tkona: 950 g.poslije Krista pod nazivom KATAN.
Bizantinski car Konstantin Porfirogenet u djelu " De Administrando imperio "- 1067.g. spominje ga pod nazivom KATUN.
15.st.- TCONO,CUN ili TICUNO
16 / 17 st.- TCON/ TCHON
U šematizmu zadarske Nadbiskupije- 1840- spominje se kao TKON, ime koje i danas nosi, iako ga mještani radije nazivaju KUN.
Naselja Tkon i Ugrinić su u prošlosti bila tipična otočna ribarska mjesta. Osim ribarstvom, stanovništvo se je bavilo sitnim stočarstvom i poljoprivredom (osobito maslinarstvo i vinogradarstvo). Tradicija pletenja "sprta " i "kofa" koje su služile za nošenje uroda s polja do kuća i tržnica, kao i tradicija male brodogradnje u vidu pravljenja tipičnih brodica kao što su guc, batana i gajeta, zadržala se je do današnjih dana, uglavnom u turističke svrhe.
Kroz povijest se mijenjaju hrvatski vladari i kraljevi.
Vode se povremene borbe lokalnog stanovništva i Mlećana, da bi krajem 15.st došli Turci u zaleđe Biograda (predio Vrane) nadomak Tkona gdje su znali svojim brodovima dolaziti u pljačku. Na ovom prostoru su se kratko zadržali Francuzi (ukinuli službu benediktinaca i zatvorili samostan na Ćokovcu), zatim Austro- Ugarska, Kraljevina Jugoslavija.
II Svjetski rat : Formiranjem NDH ovaj kraj dolazi pod vlast Italije do njenog pada 1943.g. U istom razdoblju nekolicina mještana odlazi u partizane.
9.rujna 1944.g. u napadu savezničkih aviona na Tkon, na obali pogiba 19 mještana ( djece i odraslih ). Župna crkva biva znatno oštećena, a piramidalni vrh zvonika i tambur, kao i oltar sv. Tome potpuno su uništeni. Ovo je najtragičniji događaj u cijeloj povijesti Tkona. Crkva je poslije rata, zaslugom oca Kirigina i koludara iz benediktinskog samostana na Ćokovcu, sanirana ali se njeni uništeni dijelovi nisu nikada vratili u prvobitno stanje.  Mještani 2015.g. postavljaju Spomen ploču posvećenu žrtvama ovog tragičnog događaja .
Nakon II svjetskog rata život se nastavlja u okviru SFR Jugoslavije sve do 1991.g. kada Hrvatska proglašava svoju samostalnost i postaje neovisna država.

## Kultura
Ustanova: Centar za kulturu
KUU " Kunjka" i njene sekcije: Crkveni pučki pivači, Tkonske mažoretkinje, dječji zbor "Ćoci "
Mandolinski orkestar
Klapa " Škoji "
Udruga " Volat " i udruga mladih " KIST "
Udruga "Teatar od soli"

## Poznate osobe
- Ante Gotovina,  najistaknutiji general Hrvatske vojske iz Domovinskog rata. Svoje rano djetinjstvo proveo je u Tkonu i njegov je počasni građanin.

## Spomenici i znamenitosti
a. Sakralni spomenici
- Benediktinski samostan i crkva sv. Kuzme i Damjana na brdu Ćokovac (12.st )
- Župna crkva sv. Tome Apostola ( 12.st )
- Crkva Gospe od sedam žalosti na brdu Kalvarija ( 18.st )
- Crkva sv. Antuna Pustinjaka ( 17.st )
- Ostaci crkve sv. Pape Aleksandra ( arheo istraživanja u tijeku )
- podmorski arheološki lokalitet kod otočića Gnalića / ostatci galije iz studenoga 1538. s vrijednim nalazima[6]

b. Ruralno graditeljstvo
- najstariji dijelovi Tkona i Ugrinića
- Koledišće- veliki plac s gusternom
- parapet u luci Tkon ( sredina 19.st )
- Ljetnikovac obitelji De'Erco ( 18./19.st )- obnovljen za potrebe turizma
- suhozidi, bunje, tori

c.	Utvrde
- Liburnska gradina (starije željezno doba ( od 800.do 400/300. pr. Kr.)) na brdu pokraj benediktinskog samostana Ćokovac
- Pustograd ( 6.st ) na brdu iznad uvale Zaklopica
- Veliki tor ili Ugrinić dvori ( 16.st ) ostavština obitelji Ugrinić iz plemena Šubića bribirskih

## Obrazovanje
- Predškolsko obrazovanje: Dječji vrtić " Ćok "-  25 djece
- Osnovnoškolsko obrazovanje- 55 učenika i to:

- Područna škola Tkon ( I- IV r. 25 učenika ) te Matična OŠ Biograd ( V- VIII r. 25 učenika )
- OŠ Neviđane, općina Pašman ( I-VIII r. 5 učenika )
- Srednje škole- 29 učenika ( gradovi Biograd i Zadar )
- Visokoškolsko obrazovanje- 27 studenata ( stručni studij- 14; sveučilišni studij- 13 )

( podaci: 2015.g. )

## Sport
Sportska društva:
- ŠRD " Kunjka "- okuplja članove koji se bave športskim ribolovom
- VK " Ugrinić "- okuplja članove koji se bave amaterskim i rekreacijskim veslanjem
- Udruga " Frkata "- čuva tradiciju jedrenja na latinsko idro i trevu
- Manifestacija " Škraping " - jedinstvena međunarodna trekking utrka. Trči se, hoda i penje po oštrom otočnom kamenju i škrapama. Spada u kategoriju ekstremnih sportova.
- OK "Tkon" - odbojkaški klub

## Vanjske poveznice
- Službene stranice općine Tkon
- Mala početnica kurzivne glagoljice Tkonski zbornik i njegov izgled
- Slobodna Dalmacija Obilježeno 500 godina Tkonskog zbornika

|  | Portal Hrvatske: pristup člancima s tematikom o Hrvatskoj |